# عبلة بنت الطاهر
للا عبلة بنت الطاهر (19 شعبان 1327هـ - 26 شعبان 1412هـ) الموافق (5 سبتمبر 1909- 1 مارس 1992) زوجة ملك المغرب محمد الخامس وأم أبنائه.
والدها الأمير: مولاي الطاهر بن الحسن الأول هو عمُّ الملك محمد الخامس، تزوجها محمد الخامس في جُمادَى الآخِرَة 1345 هـ / ديسمبر 1926م، زوّجهُ إياها أبوه السلطان: يوسف بن الحسن الأول عمُّ عبلة، يقول مؤرخ الأسرة المالكة عبد الرحمن بن زيدان في حديثه عن محمد الخامس:«ولما بلغ السابعة عشرة من عمره زوجه والده المقدس بكريمة صنوه المولى الطاهر، وأولم لعرسه بعاصمة الجنوب مراكش وليمة تجلت فيها مظاهر الملك وأبهة السلطان، حضرها سائر أعيان المملكة المغربية ورجال دولتها».

## وفاتها
عاشت بعد وفاة زوجها سنوات طويلة، حتى توفيت في الرباط يوم الأحد 26 شعبان 1412 هـ / 1 مارس 1992م في أواخر عهد ابنها الملك الحسن الثاني.

## حياتها الخاصة

### نسبها
عبلة بنت الطاهر بن الحسن بن محمد بن عبد الرحمن بن هشام بن محمد بن مولاي عبد الله بن مولاي إسماعيل بن الشريف بن علي العلوي

### أبناؤها
للا عبلة هي أم أبناء الملك محمد الخامس جَميعِهم:
- الأمير الحسن (1348 هـ - 1420 هـ / 1929 - 1999م).
- الأميرة للا عائشة (1349 - 1432 هـ / 1930 - 2011م).
- الأميرة للا مليكة (1351 هـ - 1933م / 1443 هـ - 2021م) .
- الأمير مولاي عبد الله (1354 - 1404 هـ / 1935 - 1983م) .
- الأميرة للا نزهة (1359 - 1397 هـ / 1940 - 1977م).